# Eddie Malavarca
Eddie Malavarca, född den 1 januari 1968 i New York, är en amerikansk skådespelare som har gjort sig känd i rollen som Peter Schibetta i TV-serien Oz.

## Filmografi

### Filmer
- 1995 – Animal Room – Porky
- 1997 – Office Killer – Brian
- 1999 – The Waiting Game – Derek
- 2000 – Boiler Room – mäklare
- 2002 – Ciao America – Lorenzo Primavera
- 2008 – P.J. – Alex
- 2010 – Stiffs – Frank Junior

### TV-serier
- 1995 – I lagens namn – Steven Alan Smith, 1 avsnitt
- 1997–2003 – Oz – Peter Schibetta, 15 avsnitt
- 2004 – The Jury – Clay Luther, 1 avsnitt
- 2004 – I lagens namn – Sergeant Chadway, 1 avsnitt